# Чередниченко Віктор Іванович
Чередниченко Віктор Іванович — український письменник, автор книжок для дітей та поетичних творів, радіожурналіст. Член Національної Спілки журналістів України. Лавреат Міжнародного Академічного Рейтингу популярності «Золота Фортуна». Нагороджений відзнакою Київського міського голови (іменний годинник).

## Життя та творчість
Віктор Чередниченко народився 24 вересня 1942 року в м. Красноармійську Саратовської області (Росія), де його мати ще з однією дитиною — трирічним первістком — перебувала в евакуації.
Батько загинув на фронті. «Ти не почув від мене „Тату!“, а я — твій син…»
Повернувшись до Києва, мати тяжко працювала, щоб утримувати сім'ю.
В 1947 році малого Вітю взяли до себе батьки матері у містечко Дашів (тоді районний центр) на Вінниччині. Мальовнича природа краю з ансамблем колишнього маєтку тутешнього князя, приязні стосунки між людьми, турботливе ставлення вчителів Дашівської середньої школи сприяли розвитку літературних нахилів.
В старших класах навчався в Києві — в школі № 56 та школі № 130.
Улюбленою вчителькою була Тетяна Микитівна — мати майбутнього дитячого письменника Анатолія Костецького, з котрим та його другом Ярославом Стельмахом заприязнився вже в дорослому житті, редагуючи твори в журналі «Піонерія», де на той час працював.
Перші публікації поета-десятикласника — у згаданому журналі, у газеті «Молодь України» (вірш «Останній дзвінок» редагував Борис Олійник).
У 1961 році Віктор Чередниченко був учасником Першого всеукраїнського збору-семінару літераторів-початківців у Будинку творчості письменників в Одесі, де відбулася, зокрема, зустріч з молодим актором кіно поетом Миколою Вінграновським.
Відвідував літературну студію при Київському політехнічному інституті, яку вів поет Аркадій Ривлін. За присутності юного автора А.Ривлін продекламував два вірші В.Чередниченка головному редактору «Літературної газети» Павлу Загребельному. Після цього вірші «Я — куховар» та «Обідня перерва» 5 травня 1961 року з'явилися на першій шпальті «Літературної газети» (в тому ж номері газети дебютував Віталій Коротич). Тема віршів взята із особистого життя: після невдалих іспитів В.Чередниченко вступив до школи торгово-кулінарного учнівства, яку закінчив з відзнакою. Після закінчення вдруге екзаменувався до КДУ, цього разу одержав чотири п'ятірки та трійку за російський диктант.
З отриманим екзаменаційним листом зарахований до Київського державного педагогічного інституту (тоді імені Максима Горького) завдяки піклуванню Павла Тичини, з котрим постійно спілкувався впродовж кількох років.
По закінченні навчання разом із дипломом з відзнакою одержав направлення на роботу в Редакцію мовлення для дітей та юнацтва Українського радіо, позаштатним кореспондентом якої був із шістнадцятирічного віку і не поривав зв'язку за час усього творчого життя.
Набутий досвід став основою написання книжок для дітей.

## Творчість

### Книжки
- «Що на світі найкрутіше, або За миттю навздогін»
- «Динозавр на ковзанах»
- «Юрчик-Райдуга»
- «Я знаю твою таємницю, або Вітлик з Альціони»
- «Ельзочка та Чико»
- «Стежкою посеред хвиль» (видавець усіх книг Лілія Стасюк)

Поетичні твори лягли на музику українських композиторів, зокрема Євгена Станковича («Кантата» у виконанні хорової капели «ДУМКА» з симфонічним оркестром), Костянтина Мяскова, Володимира Шаповаленка, Михайла Степаненка, Олександра Злотника.
На українському радіо записано цикл пісень для юного виконавця Олеся Зоряна.